# Crotalaria kandoensis
Crotalaria kandoensis är en ärtväxtart som beskrevs av Baker f.. Crotalaria kandoensis ingår i släktet sunnhampor, och familjen ärtväxter. Inga underarter finns listade i Catalogue of Life.